# Advanced Science
Advanced Science es una revista interdisciplinaria de acceso abierto que cubre la investigación fundamental y aplicada en ciencia de materiales, física y química, ciencias médicas y de la vida, así como ingeniería. Lo publica Wiley-VCH y la editora en jefe es Kirsten Severing.

## Resumen e indexación
La revista está resumida e indexada en:
- Chemical Abstracts Service
- Current Contents/Ciencias físicas, Químicas y de la Tierra[1]
- Science Citation Index Expanded[1]

Según Journal Citation Reports, la revista tiene un factor de impacto 2021 de 17.521.